# IV krucjata antyhusycka
IV krucjata antyhusycka – zbrojna wyprawa zorganizowana i prowadzona na terenie Czech latem roku 1427 z upoważnienia papieża Marcina V przez elektora brandenburskiego Fryderyka I Hohenzollerna przeciw wyznawcom nauki Jana Husa.

## Geneza IV krucjaty antyhusyckiej
Po klęsce III krucjaty antyhusyckiej na blisko pięć lat zamarła w Europie idea organizowania zbrojnych krucjat przeciwko husytom. 18 marca 1427 papież Marcin V wydał bullę nawołująca do kolejnej krucjaty przeciwko husytom. W odpowiedzi na papieski apel, w kwietniu tegoż roku zebrał się we Frankfurcie nad Menem sejm Rzeszy. Uchwalono na nim, że spośród trójki chętnych do przewodnictwa krucjaty: biskupa Winchesteru Henryka Beauforta, arcybiskupa Trewiru Ottona von Ziegenhain i elektora brandenburskiego Fryderyka Hohenzollerna, ten ostatni stanie na czele wyprawy. Zebrana armia składała się z oddziałów saskich, szwajcarskich, brabanckich, szwabskich, bawarskich oraz francuskich. Udana rejza, jaką przeprowadzili taboryci wraz z sierotkami w maju 1427 roku na Łużyce i Śląsk, spowodowała, że wśród zgromadzonej armii antyhusyckiej zabrakło oddziałów z tych prowincji.

## Przebieg IV krucjaty antyhusyckiej
Podzielone na trzy części wojska krzyżowców wkroczyły w lipcu 1427 roku na teren Czech:
- pod dowództwem arcybiskupa Trewiru Ottona od strony Tachova,
- pod dowództwem Fryderyka Hohenzollerna od strony Cheba,
- trzecia część armii krzyżowej weszła od strony Gór Kruszcowych.

23 lipca armie te stanęły pod Stříbrem, rozpoczynając regularne oblężenie miasta. Na odsiecz miastu ruszyła pod dowództwem Prokopa Wielkiego armia husycka złożona z sił taborytów, sierotek oraz oddziałów praskich. W rejon Stříbra siły Prokopa Wielkiego dotarły na początku sierpnia wywołując w szeregach krzyżowców niemałe zamieszanie. W wyniku nieskoordynowanych ruchów, mających na celu przegrupowanie wojsk krzyżowych, doszło w obozie antyhusyckim do paniki. Podczas wycofywania się spod Stříbra doszło do podziału armii Fryderyka Hohenzollerna. Część krzyżowców schroniła się w Tachovie, część od razu starała się wydostać poza czeskie granice. Tachov padł po krótkim oblężeniu 11 sierpnia, natomiast tachovski zamek został zdobyty przez husytów 14 sierpnia.

## Skutki
IV krucjata antyhusycka okazała się zupełną porażką militarną i polityczną. Wobec szybkiej kontrakcji Prokopa Wielkiego, armia antyhusycka przestała istnieć. Na tle dobrze zorganizowanych i sprawnie dowodzonych husytów, wyszła na jaw indolencja dowódców sił krzyżowych oraz brak woli walki i odwagi europejskiego rycerza wobec groźnego przeciwnika. Porażka wojsk Fryderyka Hohenzollerna spowodowała zawieszenie krucjat wymierzonych przeciwko husytom na blisko 4 lata. Od klęski IV krucjaty rozpoczęły się prowadzone przez husytów zakrojone na szeroką skalę rejzy, tzw. Spanile Jizdy, pustoszące gospodarczo i militarnie kraje ościenne.